# Пять пьес для оркестра
Пять пьес для оркестра (нем. Fünf Orchesterstücke) Op. 16 — атональное оркестровое сочинение, написанное австрийским композитором Арнольдом Шёнбергом в 1909 году. Является первым произведением композитора для большого инструментального состава с использованием свободной атональности. Первое исполнение состоялось 3 сентября 1912 года в Лондоне под управлением дирижёра Генри Вуда.

## История создания

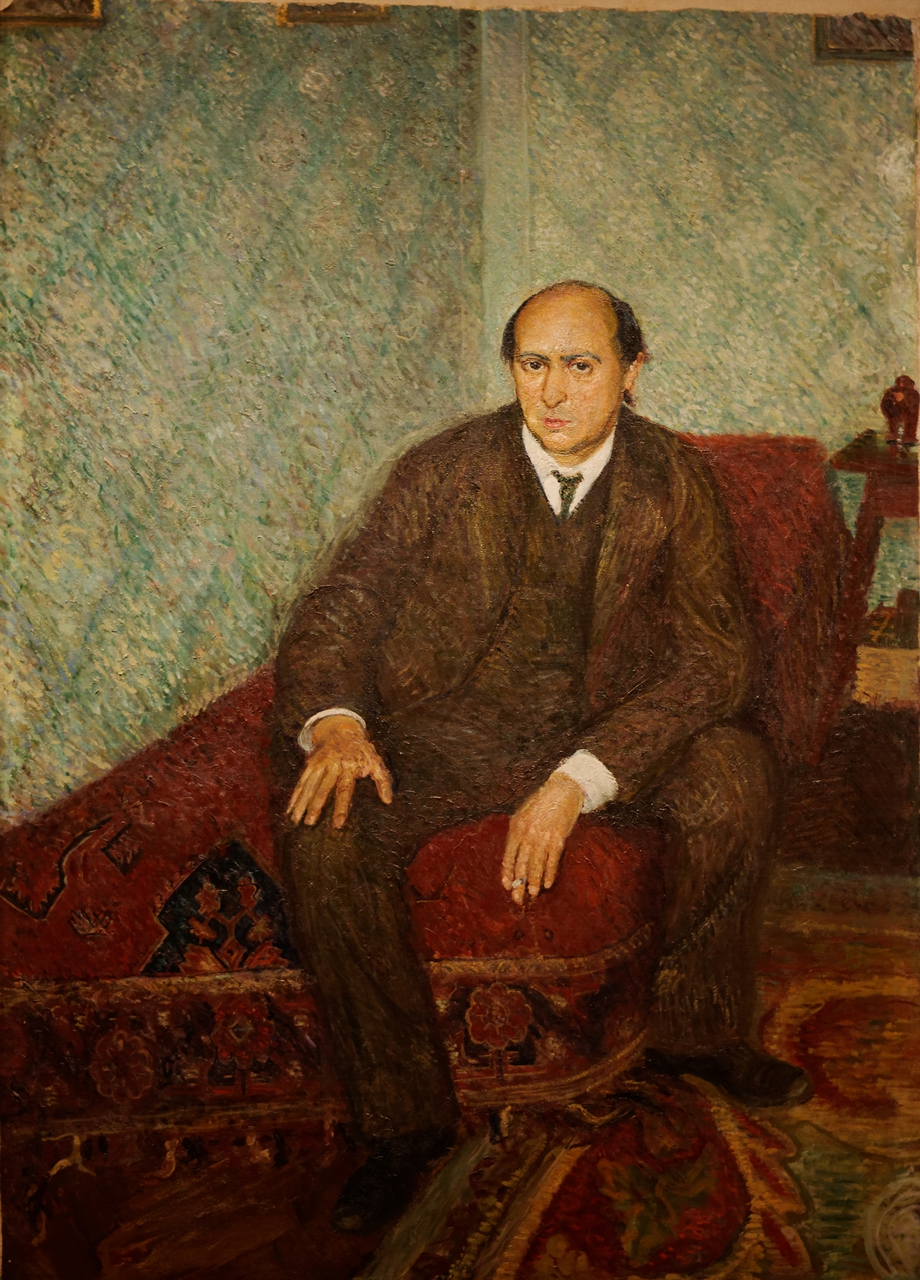
Рихард Герстль. Портрет Арнольда Шёнберга, ок. 1905. Венский музей

Пять пьес для оркестра относятся к так называемому свободно-атональному периоду творчества Шёнберга, который продлился несколько лет, начиная с 1908—1909 годы. Начало атональности обычно связывают с финалом его Второго струнного квартета (1908). В этот период композитор начинает резко изменять характер своего творчества от тонального мышления к откровенно атональному. Даже в тех немногих сочинениях, отдельные части которых приближаются к атональности, остальные остаются всё ещё тональными. По мнению исследователей, вероятно, это объясняется тем, что в то время он ещё не выработал достаточные технические средства, которые помогли бы ему постепенно, а не резко, преодолеть ограничения, накладываемые классической гармонией.
Сам композитор термин «атональный» признавал неудачным и трактовал его не как «лишённый тональности», а как лишённый «музыкальных тонов», и предпочитал атональности определение «пантональность», — термин, который означает не отрицание тональности как таковой, а представляет собой «синтез всех тональностей». Позже к атональности обратились его ученики и последователи — Антон Веберн и Альбан Берг.
Новый стиль Шёнберга воплотился в сжатых по объёму пьесах, которые либо композиционно состоят из немногих резко очерченных штрихов, либо в более редких случаях создают то или иное неизменяемое состояние. Краткость этих музыкальных сочинений, видимо, обуславливалась новизной и недостаточной изученностью методов и приёмов, в частности, новых гармоний, «конструктивные свойства которых ещё не были изучены». По этому поводу Шёнберг заметил: «…поначалу казалось невозможным сочинять пьесы сложно организованные или же очень протяжённые». В 1932 году композитор писал о своих работах 1900 годов: «Одним из важнейших вспомогательных средств восприятия является обозримость. Краткость облегчает обзор, способствует обозримости, помогает восприятию. Неосознанно я в это время писал необычайно короткие музыкальные пьесы».
Исследователь творчества австрийского композитора Н. О. Власова писала о значении этого сочинения: «Здесь ново и знаменательно всё: открывшиеся музыкально-языковые возможности, возникшие в связи с ними проблемы, в особенности же — предложенные новые композиционные идеи; значение некоторых из них в исторической перспективе трудно переоценить. О Пьесах ор. 16 с полным основанием можно говорить, что они прокладывают пути в будущее».
Характеризуя это произведение, Борис Асафьев писал, что, по его мнению, оно представляет собой своеобразную инструментальную фантасмагорию:
Множество новых тембровых сочетаний, изумительные колористические находки, неисчерпаемость изобретения, остроумнейшие комбинации ритмов и орнаментов, сжатость мотивов и вместе с тем характерность их в смысле выявления индивидуальных особенностей языка каждого инструмента. Наконец, прозрачность и лёгкость ткани при всей кажущейся необозримости и пестроте материала — вот первые бросающиеся на слух качества этой обольстительной музыки, одновременно столь непривычной и столь заманчивой.

## Структура
Сочинение состоит из пяти пьес, названия которым были даны композитором по просьбе его издателя уже через несколько лет после окончания сочинения. Несмотря на то, что самому Шёнбергу эта идея не нравилась, названия утвердились и появились не только в первом издании 1912 года, но и в последующих переработанных автором версиях 1922 и 1949 годов:
1. «Vorgefühle», Sehr rasch («Предчувствие», очень быстро)
2. «Vergangenes», Mäßige Viertel («Прошедшее», средний темп)
3. «Farben», Mäßige Viertel («Летнее утро на озере», средний темп)
4. «Peripetie», Sehr rasch («Перипетии», очень быстро)
5. «Das obligate Rezitativ», Bewegte Achtel («Облигатный речитатив», взволнованно).

## Транскрипции
- В 1912 году Антон Веберн осуществил аранжировку для двух фортепиано в 4 руки.